# Bucătăria chiliană

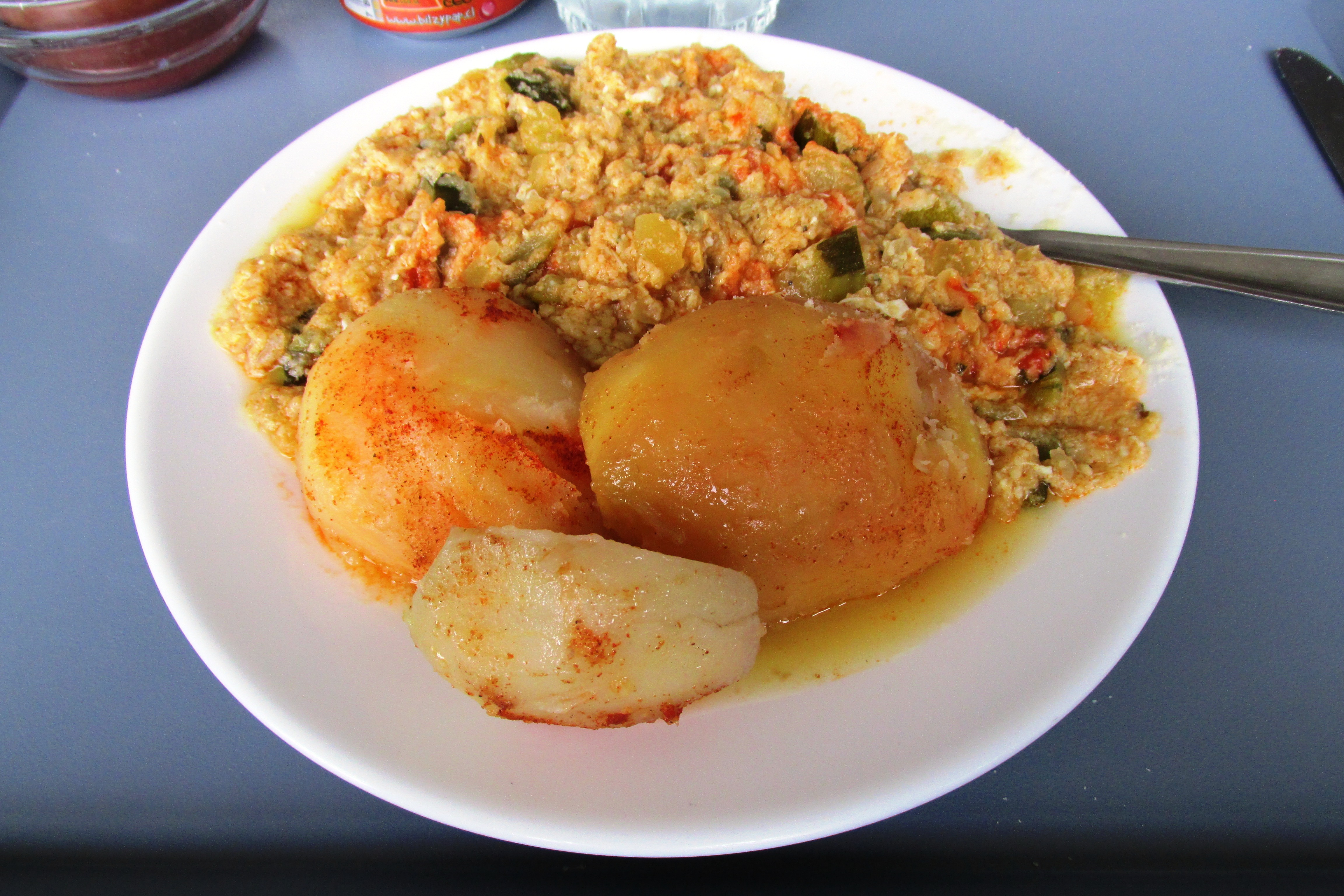
Guiso de zapallo italiano.

Bucătăria chiliană este produsul amestecului dintre tradiția indigenă și contribuția colonială spaniolă, combinând hrana, obiceiurile și obiceiurile culinare.